# Safi (Malta)
Safi (officiële naam Ħal Safi) is een plaats en gemeente in het zuidoosten van Malta met een inwoneraantal van 1948 (november 2005). De plaats ligt vlak bij Birżebbuġa.
De vorming van wat nu Safi is, leidt terug naar zo’n 700 jaar geleden. Boeren uit vier nabijgelegen plaatsen kwamen op deze plaats samen voor een gesprek op weg naar huis. Na verloop van tijd werd op deze locatie een beeld geplaatst; later begonnen mensen in de omgeving hiervan huizen te bouwen. In 1419 stond het dorp al bekend als Ħal Safi; destijds woonden er zo’n 80 tot 90 personen.
Ħal Safi was lange tijd een onderdeel van Bir Miftuħ. De inwoners wilden echter liever deel uitmaken van Żurrieq, met name vanwege het feit dat die plaats dichterbij lag. De scheiding van Bir Miftuħ vond plaats in 1592; in april 1598 werd Ħal Safi zelfs een zelfstandige parochie.
Van de vijf kapellen die toen aanwezig waren, werd de grootste gebruikt als de kerk van de parochie. Deze kapel, die gewijd was aan de apostel Paulus, is niet langer aanwezig evenals drie andere. De enige nu overgebleven kerk is die van de Maria-Tenhemelopneming, die in 1761 werd heropgebouwd.
Al in 1575 werd in Safi een religieuze viering gehouden ter ere van Paulus. Deze viering groeide langzaam uit tot een groots feest. Tot aan 1959 werd deze festa gevierd op 25 januari, maar vanwege het vaak slechte weer in deze tijd van het jaar besloot men in 1960 om het feest in het vervolg te vieren op de laatste zondag van augustus.